# St. Kilian (Korbach)

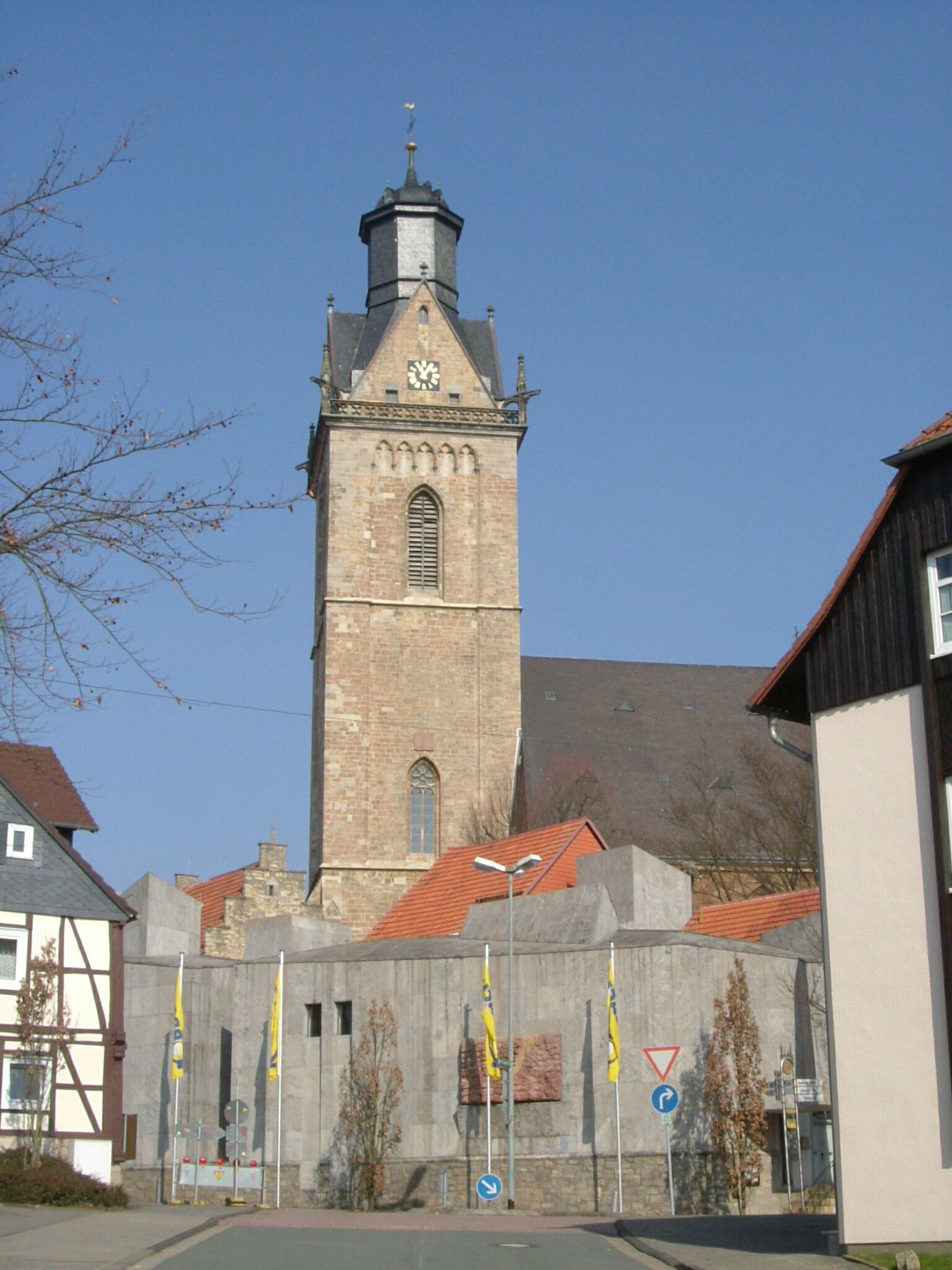
Blick von Süden aus der Enser Straße auf St. Kilian

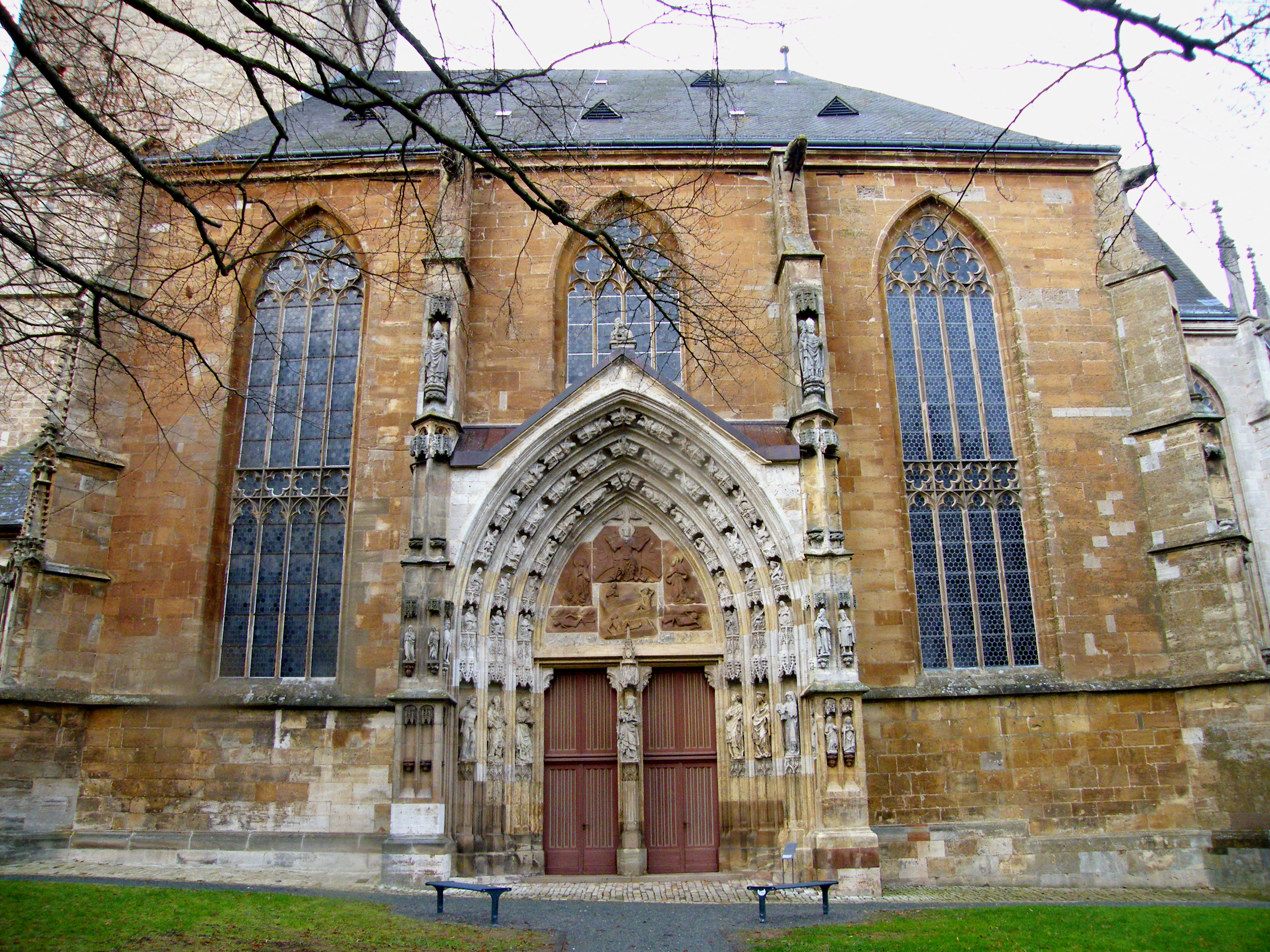
Südseite des Kirchengebäudes (2010)

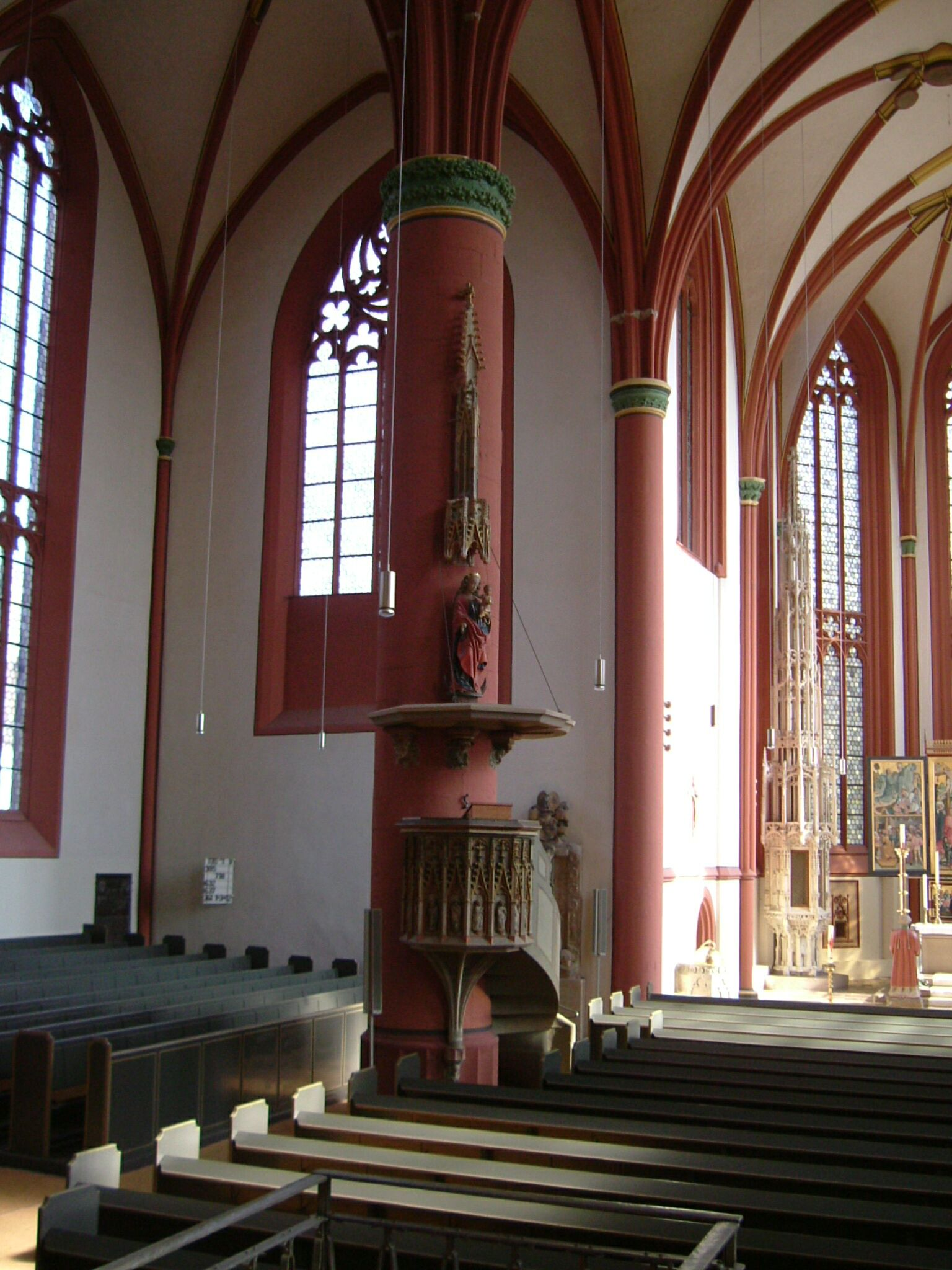
Innenansicht mit Blick auf die Kanzel von 1390 (Foto: 2007)

Die evangelische Pfarrkirche St. Kilian ist das älteste Kirchengebäude von Korbach, der Kreisstadt des Landkreises Waldeck-Frankenberg (Hessen). Sie ist die historische Hauptkirche der Korbacher „Altstadt“, der zur Bauzeit im 14. Jahrhundert bereits die „Neustadt“ im Norden gegenüberstand.

## Geschichte und Architektur
Der Bau der gotischen Kirche wurde 1335 mit dem Chor begonnen. Zur selben Zeit wurde die kleine Johanneskapelle an der Chornordseite, die seit dem 16. Jahrhundert als Sakristei genutzt wird, gebaut. Ebenfalls stammt das Turmuntergeschoß aus diesem Jahr. Der Turmoberbau wurde von 1380 bis 1392 errichtet. Der ursprüngliche Turm hatte eine Höhe von 317 Fuß (bei einem Fußmaß von 0,293 m), mithin 92,88 Meter. Er gehörte damit zum Zeitpunkt seiner Fertigstellung im 14. Jahrhundert zu den 15 höchsten Kirchtürmen der Welt. Die heutige sogenannte welsche Haube oder Laterne wurde nach mehrfacher Zerstörung des ursprünglichen Dachhelmes infolge Blitzschlag erst 1709 aufgesetzt. Das Langhaus wurde 1388 begonnen und 1450 mit der Wölbung fertiggestellt. Zwischen Chor und Turm stand bis dahin eine alte, kleinere Kirche, die vermutlich in den Jahrzehnten nach Baubeginn noch benutzt wurde. Nach dem Brand von 1685 wurde bis 1692 das Kirchendach erneuert.
Die weiträumige, spätgotische Hallenkirche in der Teilung 3:3 ist mit einem kurzen Chorjoch und einem Fünfachtelschluss ausgestattet. Die drei Schiffe haben die gleiche Breite, so dass bei querrechteckigen Jochen das Langhaus breiter als lang ist. Die Einzelformen erinnern an die Bauweise der Wiesenkirche in Soest. Der kräftige Westturm schließt mit vier Giebeln; er ist von einem kleinen barocken Dachreiter bekrönt. An die Südseite des Turmes wurde um 1340 die ehemals zweijochige Marienkapelle, die später als Münze genutzt wurde, angebaut. Seit 1958 ist die Kapelle Kriegergedächtnisstätte. An der Nord-, Süd- und Westseite sind von Wimpergen bekrönte und von Fialen flankierte Portale eingebaut. Bei dem westlichen Portal sind die Tür und das darüber liegende hohe Fenster mit einer gemeinsamen Gewänderrahmung versehen. Das südliche Portal wurde am Anfang des 15. Jahrhunderts geschaffen, es ist als Figurenportal mit umfangreichem ikonographischem Programm gestaltet. Das Innere der Kirche wurde von 1957 bis 1958 restauriert. Im Chor ruhen auf schlanken Dienstbündeln steil aufstrebende Kreuzrippengewölbe. Im Langhaus ruhen die Gewölbe auf gut proportionierten Rundpfeilern. Die Schlusssteine der Gewölbe im Chor stammen vom 14., die der Gewölbe im Langhaus vom 15. Jahrhundert. Die drei- bis sechsteiligen Maßwerkfenster sind quergeteilt. Die farbige Ausmalung wurde auf Grundlage alter Reste erneuert. In den letzten Jahrzehnten wurden innen und außen umfangreiche Renovierungen vorgenommen.

## Ausstattung
- Die Hochaltarmensa wurde um 1340 hergestellt.
- Der große gemalte Flügelaltar wurde 1527 vom Korbacher Franziskanermaler geschaffen. In der Mitte ist eine figurenreiche Kreuzigung mit den Stiftern Graf Philipp III. von Waldeck und dessen Frau Anna von Kleve. Auf den Flügeln sind Passionsdarstellungen und Heilige zu sehen.
- Ein großes Sakramentshaus mit hohem Turmhelm wurde 1525 von Bernd und Johann Bunkeman gearbeitet.
- Ein steinerner Atzmann (Pultträger) vom Anfang des 15. Jahrhunderts.
- Ein steinerner Kanzelkorb vom Ende des 14. Jahrhunderts, mit kleinen Heiligenfiguren unter Wimpergen, mit ursprünglicher Fassung. Es handelt sich hier um die älteste in Hessen erhaltene Steinkanzel.
- Der Kanzeldeckel aus neuerer Zeit wird von gotischen Figurenkonsolen vom Ende des 14. Jahrhunderts getragen und von einer stehenden Muttergottes aus Holz vom 15. Jahrhundert bekrönt.
- Eine Gruppe aus Sandstein vom Anfang des 15. Jahrhunderts zeigt die Anbetung der Könige.
- Das Kruzifix aus Holz stammt vom Anfang des 14. Jahrhunderts, an den Kreuzenden sind Reste von gemalten Evangelistensymbolen zu sehen.
- Der Taufstein mit Maßwerkblenden wird ebenfalls dem 14. Jahrhundert zugeschrieben.
- Zwei spätgotische Leuchter aus Gelbguss.
- Zwei Epitaphien vom 16. Jahrhundert (Otto von Wolmeringhausen, Johann von Wolmeringhausen).
- Mehrere gusseiserne Grabplatten aus dem 17. und 18. Jahrhundert.

## Orgeln

### Euler-Orgel
Die Orgel auf der Westempore wurde 1957 von der Orgelbaufirma Euler erbaut. Das Instrument hat 34 Register auf drei Manualen und Pedal.
| I Hauptwerk C– |       |
| Gedacktpommer  | 16′   |
| Prinzipal      | 8′    |
| Spitzflöte     | 8′    |
| Oktave         | 4′    |
| Rohrflöte      | 4′    |
| Quinte         | 2 ⁄3′ |
| Waldflöte      | 2′    |
| Mixtur IV-VI   | 2     |
| Trompete       | 8′    |

| II Rückpositiv C– |        |
| Metallgedackt     | 8′     |
| Quintade          | 8′     |
| Prinzipal         | 4′     |
| Nachthorn         | 4′     |
| Spitzflöte        | 4′     |
| Sifflöte          | 1′     |
| Terzian II        | 1 3⁄5′ |
| Scharff IV        | 1′     |
| Regal             | 8′     |
| Tremulant         |        |

| III Schwellwerk C– |       |
| Harfpfeife         | 8′    |
| Rohrflöte          | 8′    |
| Gemshorn           | 4′    |
| Holzflöte          | 4′    |
| Prinzipal          | 2′    |
| Quinte             | 1 ⁄3′ |
| Zimbel III         | 2⁄3′  |
| Rankett            | 16′   |
| Rohrschalmei       | 8′    |
| Tremulant          |       |

| Pedalwerk C–    |       |
| Violon          | 16′   |
| Subbass         | 16′   |
| Oktavbass       | 8′    |
| Prinzipalbass   | 4′    |
| Nachthorn       | 2′    |
| Rauschpfeife IV | 2 ⁄3′ |
| Posaune         | 16′   |
| Schalmei        | 4′    |

- Koppeln: II/I, III/I, III/II, I/P, II/P, III/P

### Kuhn-Orgel

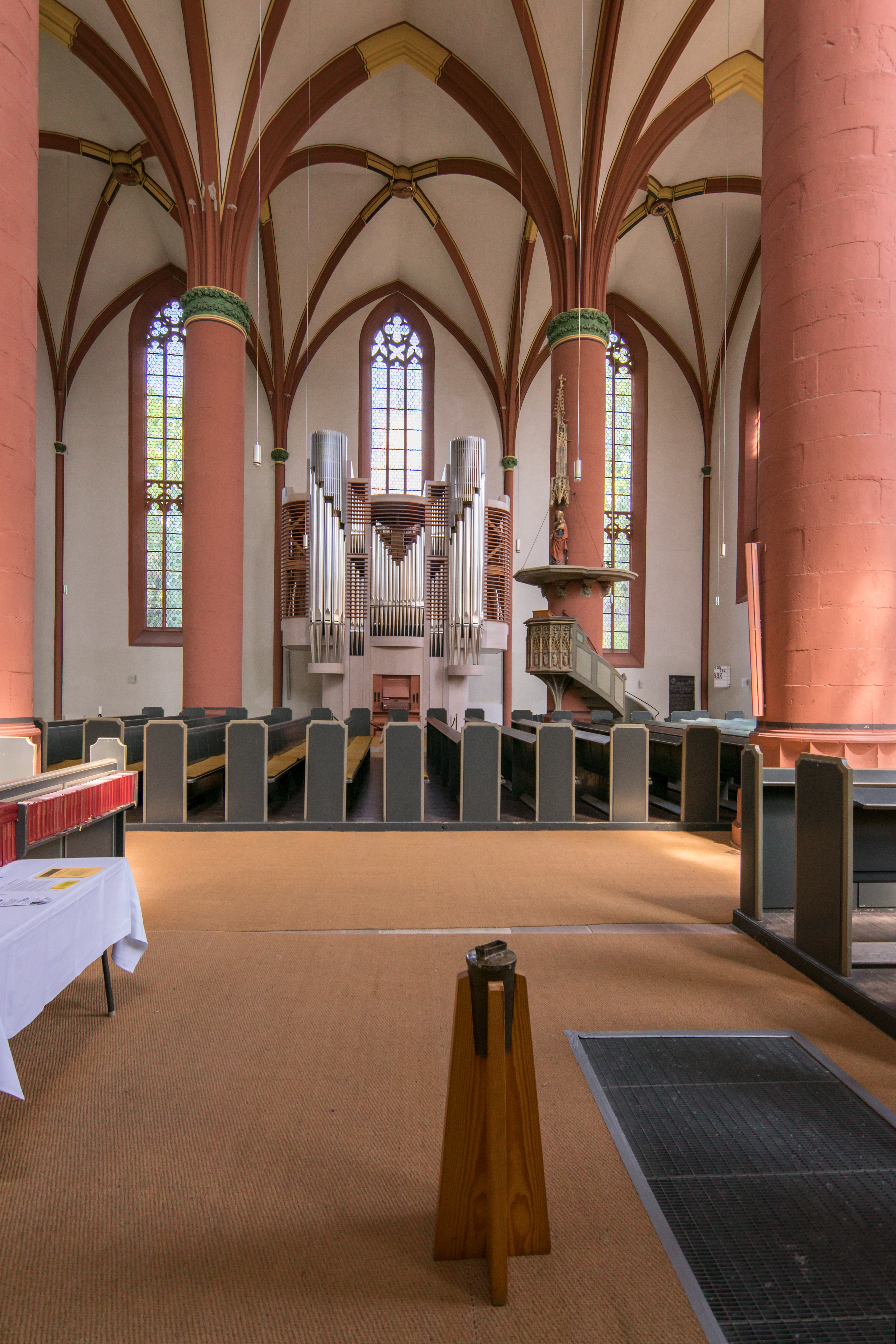
Kuhn-Orgel

Im Jahr 2011 baute die Firma Orgelbau Kuhn eine neue, freistehende Orgel mit ebenfalls 34 Registern aber anderer Disposition und modernem Klangkonzept.
| I Hauptwerk C–a3 |             |        |
| 1.               | Bourdon     | 16′    |
| 2.               | Principal   | 08′    |
| 3.               | Bourdon     | 08′    |
| 4.               | Gambe       | 08′    |
| 5.               | Octave      | 04′    |
| 6.               | Quinte      | 02 ⁄3′ |
| 7.               | Superoctave | 02′    |
| 8.               | Mixtur V    | 02′    |
| 9.               | Fagott      | 08′    |

| II Solo C–a3 |               |       |
| 10.          | Concertflöte  | 8′    |
| 11.          | Prästant      | 4′    |
| 12.          | Rohrflöte     | 4′    |
| 13.          | Flageolet     | 2′    |
| 14.          | Cornet II     | 2 ⁄3′ |
| 15.          | Scharf III–IV | 1 ⁄3′ |
| 16.          | Trompete      | 8′    |
| 17.          | Clairon       | 4′    |
|              | Tremulant     |       |

| III Schwellwerk C–a3 |                      |        |
| 18.                  | Salicet              | 16′    |
| 19.                  | Flûte harmonique     | 08′    |
| 20.                  | Viola da gamba       | 08′    |
| 21.                  | Voix céleste         | 08′    |
| 22.                  | Fugara               | 04′    |
| 23.                  | Flûte octaviante     | 04′    |
| 24.                  | Flautino             | 02′    |
| 25.                  | Plein-jeu IV         | 02 ⁄3′ |
| 26.                  | Basson               | 16′    |
| 27.                  | Trompette harmonique | 08′    |
| 28.                  | Hautbois             | 08′    |
|                      | Tremulant            |        |

| Pedal C–g1 |                        |         |
| 29.        | Principalbass          | 16′     |
| 30.        | Subbass                | 16′     |
| 31.        | Quintbass              | 10 2⁄3′ |
| 32.        | Salicetbass (= Nr. 18) | 16′     |
| 33.        | Octavbass              | 08′     |
| 34.        | Violoncello (= Nr. 20) | 08′     |
| 35.        | Octave                 | 04′     |
| 36.        | Posaune                | 16′     |

- Koppeln: II/I, III/I, III/I Sub, III/II, I/P, II/P, III/P, III/P Super